# 康定耳蕨
康定耳蕨（学名：Polystichum kangdingense）为鳞毛蕨科耳蕨属下的一个种。

## 扩展阅读
- 維基物種上的相關：康定耳蕨